# Národní park Mavrovo
Národní park Mavrovo (makedonsky Национален парк Маврово) je největší národní park na území Severní Makedonie. Nachází se na západě země, v blízkosti města Gostivar a hranice s Albánií. Park se rozkládá ve stejnojmenném pohoří. Jeho území končí až u horských masivů Šar Planina, Bistra (pohoří) a Krčin.

## Charakteristika
Centrem parku je umělé Mavrovské jezero a obec Mavrovi Anovi. Symbolem jezera je potopený pravoslavný kostel.
Na území parku se nachází velký počet různorodých geomorfologických rysů, jako jsou např. říční údolí, soutěsky, vodopády, krasová pole, úvaly, závrty, jeskyně apod. Lesy jsou většinou bukové. Na území parku se nachází celkem 52 horských vrcholů s nadmořskou výškou nad 2000 m. Nejznámější z nich je vrch Medenica v rámci masivu Bistra, Velivar, Sandaktaš a další. Zvláštní význam má pro národní park vrchol Golem Korab, který je nejvyšší na území Severní Makedonie a zároveň i parku. Nejnižší bod parku leží v nadmořské výšce 600 m a představuje soutok řek Mala Reka a Radika.
Na území parku je zdokumentována existence celkem třiceti jeskyň.
Park je turisticky hojně navštěvován. Dostupný je po hlavní silnici z nedalekého města Gostivar. V létě zde je provozována horská turistika, v zimě zde ožívají lyžařské resorty. Mavrovské jezero slouží v létě k rybaření a k rekreaci a v zimě k bruslení.

## Rostliny a živočichové

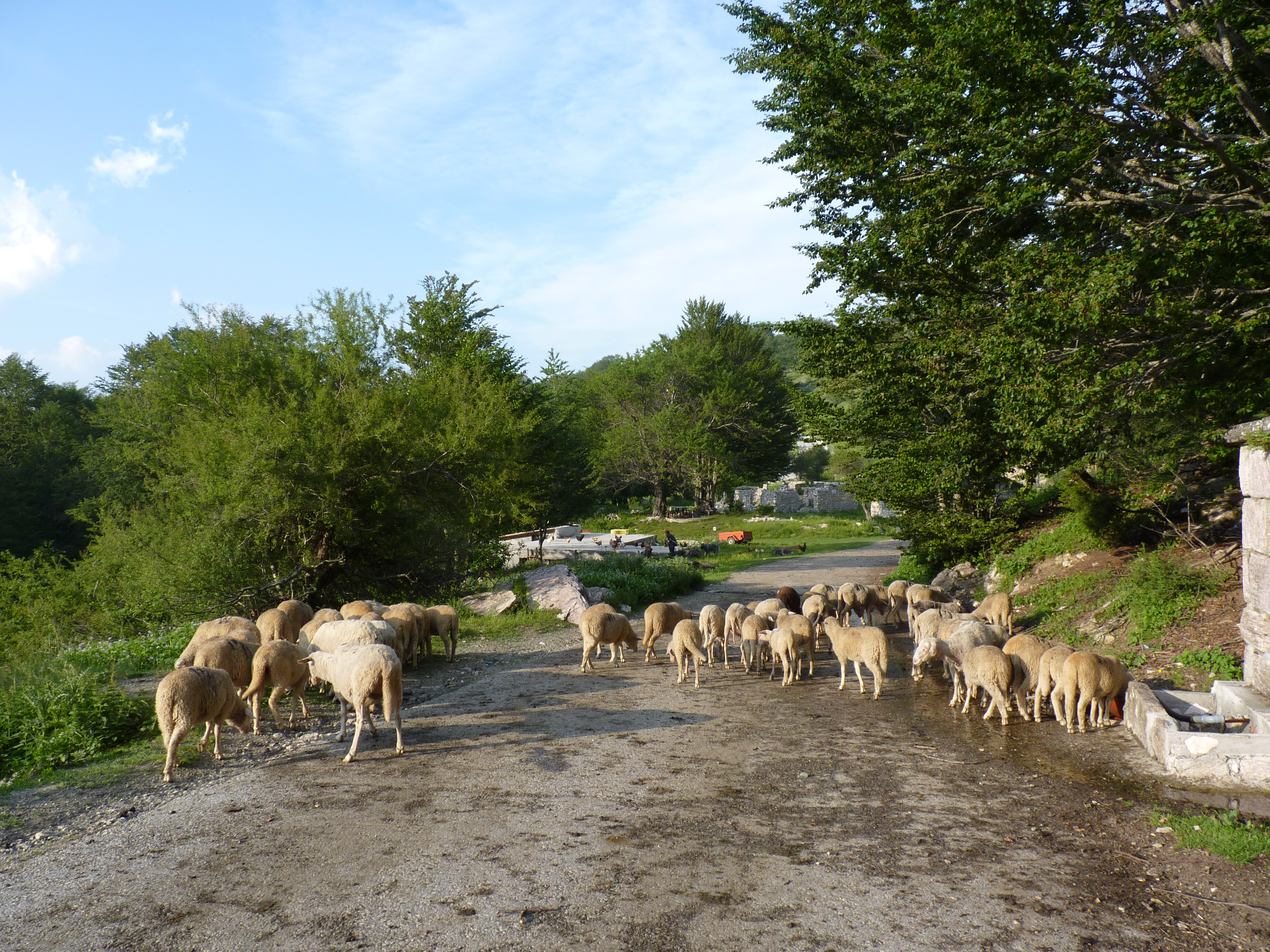
Ovce v národním parku.

Vzhledem k velmi různorodému terénu národního parku zde žijí početné druhy rostlin a živočichů. Rostlin se zde vyskytuje na 1000 druhů, z toho 38 druhů stromů, 35 druhů křovin, a okolo šedesáti endemických a reliktních nebo řídce se vyskytujících druhů. Lze zde najít ramondu srbskou, borovici rumelskou, javor Heldreichův nebo orchidej korálici trojklanou.
Žije zde na 140 druhů ptáků (např. sokol stěhovavý, orel skalní, orel královský, moták lužní, moták stepní) a 38 druhů savců, např. kamzík horský, medvěd a rys.